# 青木亮太
青木 亮太（あおき りょうた、1996年3月6日 - ）は、愛知県名古屋市生まれ、東京都町田市出身のプロサッカー選手。Jリーグ・北海道コンサドーレ札幌所属。ポジションはミッドフィールダー。

## 来歴
5歳の時に鶴川FCでサッカーを始めた。東京ヴェルディジュニア時代には全日本少年サッカー大会を制し、日本一を経験。中学校卒業後にジュニアユースからユースへ昇格することもできたが、「高校で自分を鍛えたい」という思いから流通経済大学付属柏高校へ進学。1年時は走力不足を理由にBチームに落ちたこともあったが、2年時からはレギュラーを獲得した。3年時の高円宮杯 JFA U-18サッカープレミアリーグでは、東地区で得点ランク2位の15得点を挙げ、リーグ優勝に貢献。ヴィッセル神戸U-18とのチャンピオンシップも制した。
流通経済大学への進学も一時検討したが、その後プロ入りの意思を固め、2014年より名古屋グランパスへ入団。同年2月、J3に参戦するJリーグ・アンダー22選抜に選手登録された。2015年3月の練習中に左膝の前十字靭帯断裂および外側半月板断裂、膝蓋骨脱臼という重傷を負った。
2017年になると風間八宏新監督の元でチャンスをつかむと、6月25日のV・ファーレン長崎戦でプロ入り初得点を決めた。この得点から得点力が開花し、アビスパ福岡戦で5試合連続ゴールを達成した。10月29日、第31節のザスパクサツ群馬戦で2得点をあげて、自身初の二桁得点をあげた。2019シーズンは怪我の影響により、一年間を通して出場はなかった。
2020年10月23日、大宮アルディージャへ期限付き移籍。
2021年より北海道コンサドーレ札幌へ完全移籍。

## 所属クラブ
- 鶴川FC
- 東京ヴェルディジュニア
- 東京ヴェルディジュニアユース
- 流通経済大学付属柏高等学校
- 2014年 - 2020年  名古屋グランパス
  - 2014年 - 2015年  Jリーグ・アンダー22選抜
  - 2020年10月 - 同年12月  大宮アルディージャ（期限付き移籍）
- 2021年 -  北海道コンサドーレ札幌

## 個人成績
| 国内大会個人成績 | 国内大会個人成績 | 国内大会個人成績 | 国内大会個人成績 | 国内大会個人成績 | 国内大会個人成績 | 国内大会個人成績 | 国内大会個人成績 | 国内大会個人成績 | 国内大会個人成績 | 国内大会個人成績 | 国内大会個人成績 |
| 年度             | クラブ           | 背番号           | リーグ           | リーグ戦         | リーグ戦         | リーグ杯         | リーグ杯         | オープン杯       | オープン杯       | 期間通算         | 期間通算         |
| 年度             | クラブ           | 背番号           | リーグ           | 出場             | 得点             | 出場             | 得点             | 出場             | 得点             | 出場             | 得点             |
| 日本             | 日本             | 日本             | 日本             | リーグ戦         | リーグ戦         | リーグ杯         | リーグ杯         | 天皇杯           | 天皇杯           | 期間通算         | 期間通算         |
| ---------------- | ---------------- | ---------------- | ---------------- | ---------------- | ---------------- | ---------------- | ---------------- | ---------------- | ---------------- | ---------------- | ---------------- |
| 2014             | 名古屋           | 23               | J1               | 4                | 0                | 1                | 0                | 0                | 0                | 5                | 0                |
| 2015             | 名古屋           | 23               | J1               | 0                | 0                | 0                | 0                | 0                | 0                | 0                | 0                |
| 2016             | 名古屋           | 23               | J1               | 1                | 0                | 0                | 0                | 0                | 0                | 1                | 0                |
| 2017             | 名古屋           | 23               | J2               | 26               | 11               | -                | -                | 2                | 2                | 28               | 13               |
| 2018             | 名古屋           | 23               | J1               | 18               | 0                | 2                | 1                | 0                | 0                | 20               | 1                |
| 2019             | 名古屋           | 19               | J1               | 0                | 0                | 0                | 0                | 0                | 0                | 0                | 0                |
| 2020             | 名古屋           | 19               | J1               | 1                | 0                | 2                | 0                | -                | -                | 3                | 0                |
| 2020             | 大宮             | 45               | J2               | 10               | 0                | -                | -                | -                | -                | 10               | 0                |
| 2021             | 札幌             | 28               | J1               | 31               | 4                | 7                | 2                | 1                | 1                | 39               | 7                |
| 2022             | 札幌             | 11               | J1               | 31               | 8                | 8                | 1                | 1                | 1                | 40               | 10               |
| 2023             | 札幌             | 11               | J1               | 18               | 1                | 3                | 1                | 1                | 0                | 22               | 2                |
| 2024             | 札幌             | 11               | J1               | 30               | 6                | 1                | 0                | 0                | 0                | 31               | 6                |
| 2025             | 札幌             | 11               | J2               |                  |                  |                  |                  |                  |                  |                  |                  |
| 通算             | 日本             | 日本             | J1               | 134              | 19               | 24               | 5                | 3                | 2                | 161              | 26               |
| 通算             | 日本             | 日本             | J2               | 36               | 11               | -                | -                | 2                | 2                | 38               | 13               |
| 総通算           | 総通算           | 総通算           | 総通算           | 170              | 30               | 24               | 5                | 5                | 4                | 199              | 39               |

その他の公式戦
| 2014   | J-22   | -      | J3     | 7 | 0 | 7 | 0 |
| 2015   | J-22   | -      | J3     | 0 | 0 | 0 | 0 |
| 通算   | 日本   | 日本   | J3     | 7 | 0 | 7 | 0 |
| 総通算 | 総通算 | 総通算 | 総通算 | 7 | 0 | 7 | 0 |

- 2017年
  - J1昇格プレーオフ 2試合0得点
- 公式戦初出場 - 2014年3月19日 ナビスコ杯予選リーグ第1節 対ヴァンフォーレ甲府（名古屋市瑞穂陸上競技場）
- Jリーグ初出場 - 2014年3月23日 J3第3節 対グルージャ盛岡（盛岡南公園球技場）

## タイトル

### クラブ
東京ヴェルディジュニア
- 全日本少年サッカー大会 (2007年)

千葉県国体選抜
- 国民体育大会サッカー競技 少年男子 (2011年)

流通経済大学付属柏高校
- 高円宮杯U-18サッカーリーグ プレミアリーグ イースト (2013年)
- 高円宮杯U-18サッカーリーグ チャンピオンシップ (2013年)

### 個人
- 全国高等学校総合体育大会サッカー競技大会 大会優秀選手 (2012年、2013年)
- TAG Heuer YOUNG GUNS AWARD・ベストイレブン：1回（2017年）
- 札幌ドームMVP賞　(2022年)

## 代表歴
- 2010年 U-15日本代表
- 2011年 U-16日本代表
- 2013年 U-18日本代表候補
- 2014年 U-19日本代表